# Uenodryops
Uenodryops é um género de escaravelho aquático da família Dryopidae, descrito por Masataka Satô em 1981, em decorrência de uma expedição científica ao Nepal liderada pelo Dr. Shun-Ichi Uéno. Inclui a única espécie descrita, Uenodryops himalayanus, Satô, 1981 cujo nome científico faz referência a Uéno e aos Himalaias.